# ОШ „Вук Караџић” Дероње
ОШ „Вук Караџић” једна је од основних школа у Оџацима, основана је 1773. године. Налази се у улици Светозара Милетића 25а, у месту Дероње.

## Историјат
На основу историјских докумената утврђено је да школа у насељу Дероње постоји од 1773. године. У том периоду, ђаци су се окупљали у једној соби, а обучавао их је свештеник. Учили су читање, писање, поуке о хришћанској науци и певање по верском закону. Школа је била затворена за време бербе грожђа и две недеље у време увожења летина. Године 1856. је постала четвороразредна и у то време се звала „Српска црквена–вероисповедна школа”. У прво време су наставу изводила верска лица, а касније учитељи који су се школовали и спремали за тај позив у одговарајућим школама. У селу су биле две зграде грађене од земље–набоја покривене трском, у којима се изводила настава. Године 1893. је изграђена школска зграда, а после Другог светског рата је извршена њена доградња и адаптација. Од 1880. до 1952. је школовање трајало шест година, а од 1954. је прерасла у потпуну осмогодишњу. Име Вука Караџића је понела 1963. године. Камен темељац за нову школску зграду је постављен и освећен 29. маја 1994, а нова школа је отворена на Велику Госпојину 28. августа 1999.